# Коромачи-Бошкини
Коромачи-Бошкини (словен. Koromači-Boškini, итал. Collepiano–Boschini) је насељено место у саставу градске општине Копар, Обално-крашка регија, Словенија.

## Историја
До територијалне реорганизације у Словенији били су у саставу старе општине Копар.

## Становништво
У попису становништва из 2011. године, Коромачи-Бошкини су имали 31 становника.
| Број становника према пописима | Број становника према пописима | Број становника према пописима |
| ------------------------------ | ------------------------------ | ------------------------------ |
| 1991                           | 2002                           | 2011                           |
| 37                             | 34                             | 31                             |